# شهرستان دژیراخسکی
شهرستان دژیراخسکی (به لاتین: Dzheyrakhsky District) یک شهرستان در روسیه است که در اینگوش واقع شده‌است.